# Israelitischer Friedhof Klagenfurt am Wörthersee

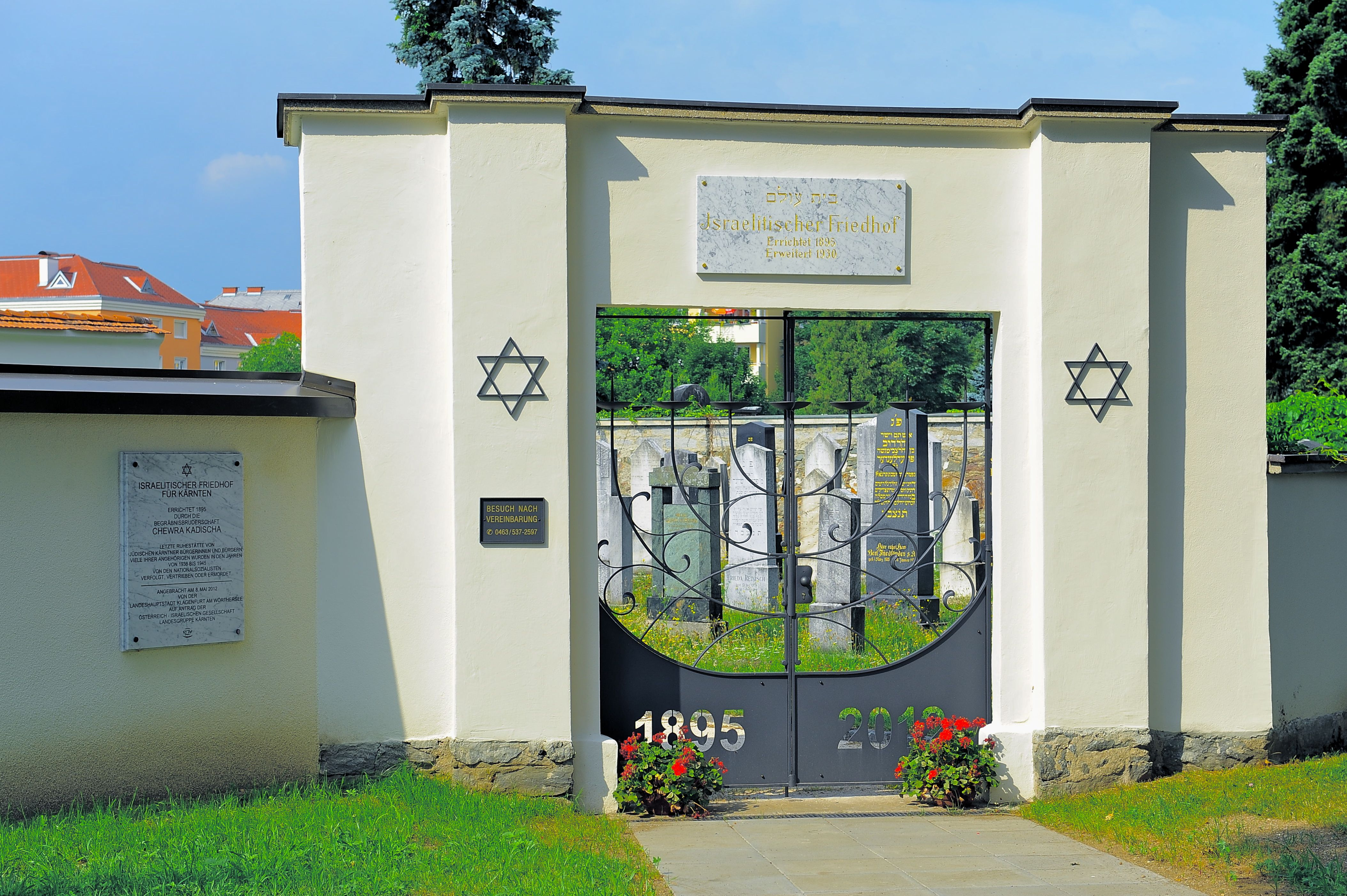
Friedhofsportal

Der Israelitische Friedhof von Klagenfurt am Wörthersee liegt im 11. Bezirk St. Ruprecht. Er grenzt mit zwei Mauern an den christlichen Friedhof St. Ruprecht.
Der im Jahr 1888 gegründete Bestattungsverein Chewra Kadischa erwarb im Jahr 1895 ein Grundstück vor dem christlichen Friedhof St. Ruprecht, wo bereits Juden beerdigt waren. Im Ersten Weltkrieg wurden auch jüdische Soldaten, die in Lazaretten verstarben, hier begraben. Im Zweiten Weltkrieg erlitt der Friedhof Schäden durch Bomben im Luftkrieg, die von der Stadt Klagenfurt mit Beschluss im Jahr 1964 behoben wurden. Bei einer weiteren Generalsanierung im Jahr 2012 wurde das schmiedeeiserne Tor vom Kunstschmied Markus Pirker neu geschaffen. Die Generalsanierung wurde mit Marko M. Feingold, Präsident der Salzburger Kultusgemeinde, und Rajmund Pajer, Überlebender im KZ Mauthausen und KZ-Nebenlager Klagenfurt-Lendorf, am 8. Mai 2012 feierlich abgeschlossen.
Da es in Klagenfurt keine jüdische Gemeinde mehr gibt, werden Bestattungen über die Israelitische Kultusgemeinde Graz durchgeführt.

## Gedenktafel und Urne von Fred Reinisch

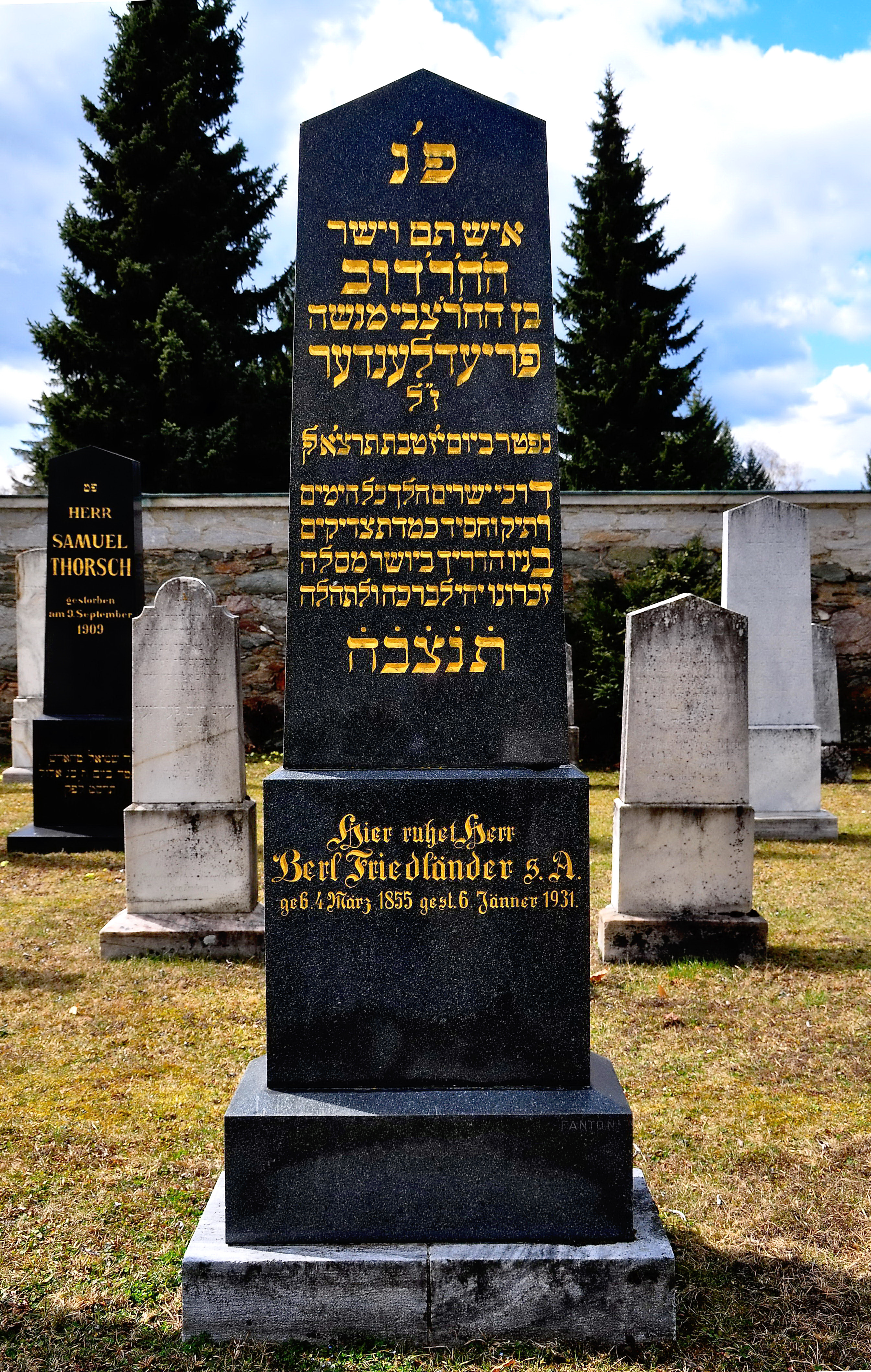
Grabstein Bert Friedländer

Bgm. Maria-Luise Mathiaschitz hat die Anbringung einer Marmortafel am israelitischen Friedhof initiiert, um des Klagenfurters Fred Reinisch zu gedenken. Die Gedenktafel wurde am 24. Juli im Jahr 2018 feierlich enthüllt.
Er ließ sich – verstorben 2017 in Florida – einäschern. Dies ist nach jüdischen Glauben nicht erlaubt. Der Kompromiss: Die Urne steht auf dem christlichen Friedhof, genauer gesagt in einer Mauernische. Auf jüdischer Seite der Mauer wurde aber eine Gedenktafel angebracht.
Fred Reinisch, am 29. September 1921 in St. Ruprecht geboren, war der letzte Klagenfurter Jude, der dem Holocaust entkommen konnte.
Er verstarb am 26. Juli 2017 kurz vor seinem 97. Geburtstag in Boca Raton in Florida.
Obwohl ihm als Kind und jungem Mann viel Unrecht, Diskriminierung und Verfolgung angetan wurde, kannte Reinisch „weder Groll noch Rachegefühle“ („Brief an die Nachgeborenen“, 2013).